# Kevin Bebi
Kevin Bebi (* 1996) ist ein Schweizer Unihockeyspieler. Er steht beim Nationalliga-A-Vertreter UHC Alligator Malans unter Vertrag.

## Karriere

### UHC Alligator Malans
Bebi begann seine Karriere beim UHC Alligator Malans. Während der Saison 2016/17 stand er zwei Mal im Kader der ersten Mannschaft. Zur Saison 2017/18 wurde Bebi in die erste Mannschaft einberufen.